# Kim Sang-kyu
Dans ce nom, le nom de famille, Kim, précède le nom personnel coréen.
Kim Sang-kyu, né le 20 mai 1960, est un lutteur sud-coréen spécialiste de la lutte gréco-romaine.

## Biographie
Lors des Jeux olympiques d'été de 1988, il remporte la médaille de bronze en combattant dans la catégorie des -82 kg.